# Lina (ca sĩ Hàn Quốc)
Lee Ji-yeon (이지연, sinh ngày 18 tháng 2 năm 1984) với nghệ danh Lina (린아) là nữ ca sĩ, diễn viên nhạc kịch người Hàn Quốc trực thuộc công ty SM Entertainment, năm 2002, Lina cùng với IsakNJiyeon tạo thành bộ đôi song ca với album đầu tay TELL ME BABY và được mệnh danh là phiên bản nữ của Fly To The Sky.
Cô là cựu thành viên của nhóm nhạc nữ CSJH The Grace ra mắt vào năm 2005.

## Học vấn
- Tốt nghiệp Đại học Myongji College ngành Âm nhạc thực nghiệm

## Danh sách

### Phim truyền hình
- 2012: KBS1 The King's Dream vai hoàng hậu Munmyeong[1]
- 2021: TVING Bàn tiệc của phù thủy vai Nữ diễn viên

### MV Ca nhạc
- 2003: S - I Swear
- 2004: Fly to the Sky - You will not know.
- 2006: Kangta & Vanness - SCANDAL
- 2006: Trax - Chow

### Nhạc kịch
- 2011: The March of the Youth... vai Oh Young-shim
- 2011: Temptation of Wolves... vai Jung Han-kyung
- 2011: Fame... vai Serena Katz
- 2013: Murder Ballad... vai Sarah
- 2014: Mặt trăng ôm mặt trời... vai Heo Yeon-woo
- 2014: Murder Ballad... vai Sarah
- 2014: Jekyll & Hyde... vai Lucy Harris
- 2015: Man of La Mancha... vai Aldonza
- 2015: The Orchestra Pit... vai Harp player
- 2016: Newsies... vai Katherine Plumber
- 2016: Notre-Dame de Paris... vai Esmeralda
- 2016: The Count of Monte Cristo... vai Mercedes
- 2017: Sirano... vai Roxan

### Chương trình truyền hình
- 2017: MBC King of Mask Singer- nhân vật Ballerina

### Giọng hát
- Loại giọng:Full lirico Soprano (Nữ cao trữ tình đầy đặn)
- Quãng giọng: D3 ~ G5 ~ D6 (3 quãng tám)
- Quãng hát hỗ trợ : G#3 ~ Eb5/E5 ~ A5 (bao gồm headvoice)

## Nhạc phim
- [2013.12.23] album Murder Ballad O.S.T.
  - Track 22: Answer Me (với 성두섭, 김신의)
  - Track 23: You Belong To Me (với 성두섭)
  - Track 27: Little By Little - Reprise (với 김신의)
  - Track 29: You Belong To Me - Reprise (với 김신의, 성두섭, 문진아)
  - Track 34: Finale (với 김신의, 성두섭, 문진아)